# Römerberg (Francfort)
Le Römerberg est la place centrale du quartier médiéval de Francfort-sur-le-Main (Allemagne). Il est notamment bordé par les maisons de l'hôtel de Ville, le Römer.

## Histoire
Le Römerberg (littéralement: le « mont des Romains ») occupe l'emplacement approximatif de la ville romaine, bâtie au cours du Ier siècle après Jésus-Christ.
En 1405, le Conseil municipal fit l'acquisition de deux maisons appartenant à un riche marchand de la ville (« Zum Römer » et « Zum Goldenem Schwan » : « Au Romain » et « Au cygne doré ») et aménagea l'hôtel de ville dans le Römer. Au fil des années et des siècles, d'autres édifices furent achetés et reliés aux bâtiments initiaux pour former un complexe architectural.
Pendant la Seconde Guerre mondiale, le centre de Francfort a subi des bombardements qui ont considérablement détruit ses bâtiments historiques. Au début des années 1980, six maisons médiévales situées dans la partie Est du Römerberg furent reconstruites.

## Monuments
Au centre du Römerberg se trouve la Fontaine de la Justice sur laquelle s'élève une statue de la Justice, due à Philipp Uffenbach.

## Activités
Depuis le Moyen Âge, le Römerberg accueille de nombreuses foires, ainsi que le marché de Noël (Weihnachtsmarkt) durant les 4 semaines de l'Avent. Désormais, il est aussi un lieu de spectacles extérieurs.

Vue à 380° du Römerberg.